# Chunkanán
Chunkanán är en ort i Mexiko.   Den ligger i kommunen Hecelchakán och delstaten Campeche, i den östra delen av landet, 900 km öster om huvudstaden Mexico City. Chunkanán ligger 6 meter över havet och antalet invånare är 885.
Terrängen runt Chunkanán är mycket platt. Runt Chunkanán är det ganska glesbefolkat, med 26 invånare per kvadratkilometer. Närmaste större samhälle är Hecelchakán, 13,5 km sydost om Chunkanán. I omgivningarna runt Chunkanán växer i huvudsak lövfällande lövskog.